# 高燕平
高燕平（？—），江苏南京人，中华人民共和国政治人物、外交官。

## 生平
1985年，进入中华人民共和国外交部工作，在外交部条约法律司历任随员、三秘、副处长、处长、参赞。2000年，任驻美国大使馆政务参赞。2004年，任中央外事工作领导小组办公室副局长，后升任局长。2009年9月，出任中华人民共和国驻休斯敦总领事。2011年9月，出任中华人民共和国驻以色列大使。2016年1月，出任中华人民共和国驻苏黎世总领事兼驻列支敦士登总领事。2018年4月，自驻苏黎世总领事兼驻列支敦士登总领事离任。

## 家庭
已婚，有一女。